# Sarothrura ayresi
Sarothrura ayresi là một loài chim, từng được xếp trong họ Rallidae, nhưng gần đây được coi là thuộc họ Sarothruridae.